# Michail Dmitrijevič Skobelev
Michail Dmitrijevič Skobelev (rusky Михаи́л Дми́триевич Ско́белев; 17. záříjul./ 29. září 1843greg. Petrohrad – 25. červnajul./ 7. července 1882greg. Moskva) byl ruský generál. Jeho turečtí protivníci jej nazývali Bílý paša (Bílý generál).

## Život
Skobelev nastoupil roku 1861 do gardového jezdeckého pluku, v roce 1863 sloužil jako kornet u grodenských gardových husarů a do roku 1865 působil jako poručík v Kongresovém Polsku. V roce 1866 byl povolán do Akademie generálního štábu, později převelen do generálního štábu a v roce 1869 přišel na vlastní žádost do Turkestánu jako kapitán. Sloužil tam nejprve v Samarkandu, později pod Stoletovem u kavkazských vojsk používaných v turkmenské stepi.
V letech 1871 a 1872 se Skobelev vyznamenal díky vynikajícímu průzkumu, během kterého shromáždil důležitý materiál pro tažení proti Chivě a učinil významné geografické objevy (např. objevil staré koryto Oxu). Skobelev se tažení v roce 1873 zúčastnil jako major generálního štábu, jako první při útoku na Chivu pronikl do města a poté byl povýšen na generála. V roce 1875 dobyl Kokand a stal se guvernérem Fergany.

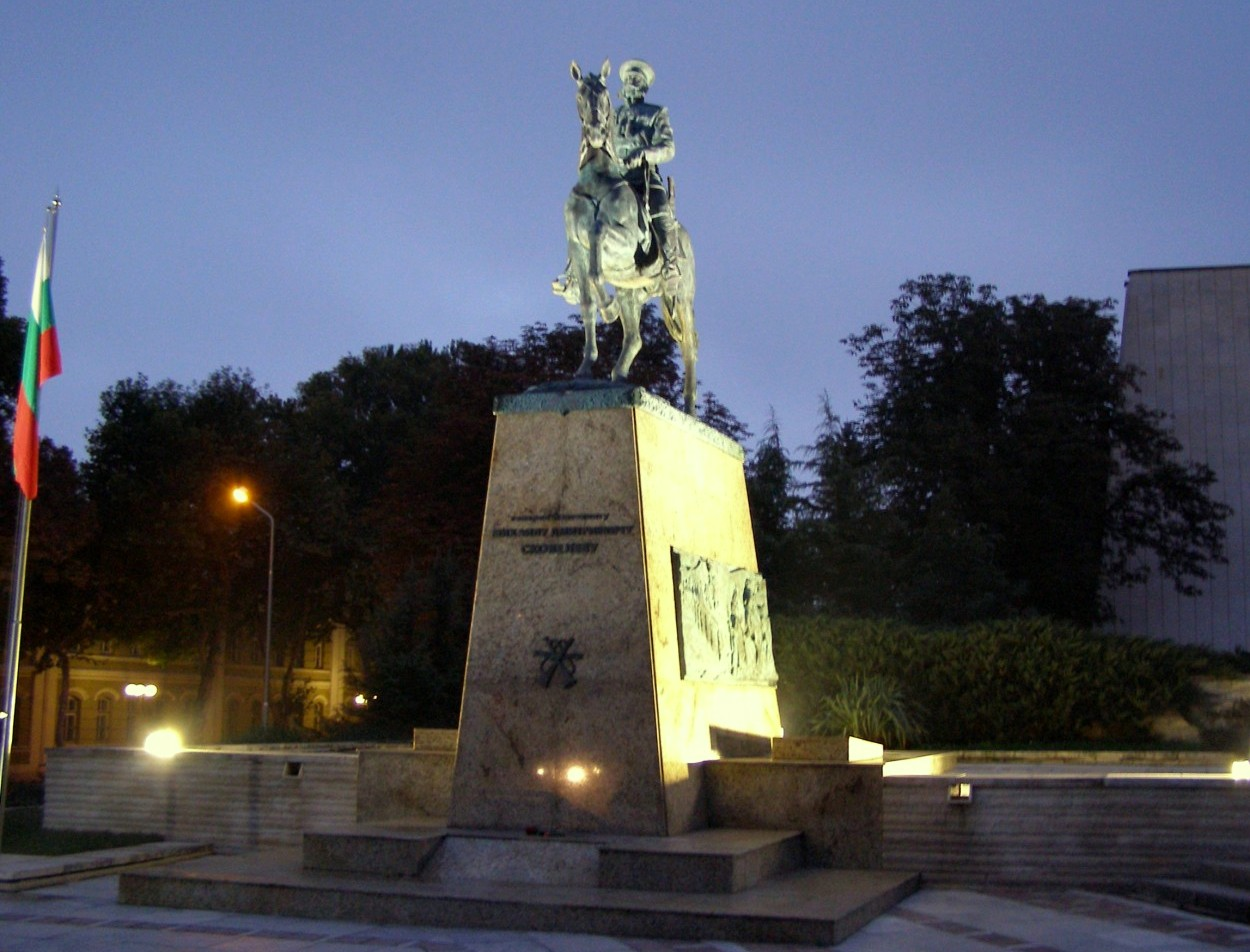
Památník v Plevenu (2017)

V roce 1877 se stal velitelem divize a během rusko-osmanské války (1877–1878) zaútočil 3. září na Turky v Loveči. 11. září velel levému křídlu v bitvě u Plevna, s obrovskými ztrátami dobyl několik opevnění, ale 12. září je opět ztratil. Obdržel prozatímní velení IV. armádního sboru a 10. prosince během výpadu Osmana paši pronikl do Plevna, které obsadil. Rozčarován výsledky Berlínského kongresu považoval Německo za hlavního soupeře Ruska v Evropě.
Skobelev se vyznamenal také během postupu nad Balkán, kde se mu vzdala armáda u Šipky (9. ledna 1878) a dobyl Edirne. V roce 1878 se stal prozatímním (v únoru 1879 řádným) velícím generálem IV. sboru v Minsku a dne 30. srpna 1878 byl jmenován generálním pobočníkem cara. V roce 1880 byl jmenován velitelem tažení proti Tekincům (Текинцы) ve Střední Asii. Dne 24. ledna 1881 dobyl pevnost Gök-Tepe. Od roku 1881 byl guvernérem Minsku. V posledních letech se stal výrazným zastáncem slavjanofilství. Německé a rakousko-uherské hrozbě na Balkáně chtěl čelit sjednocením Slovanů.
Skobelev nečekaně zemřel 7. července 1882 v Moskvě v hotelu Anglie, který byl v té době známým nevěstincem, ve věku pouhých 38 let. Pitva odhalila, že příčinou smrti bylo selhání plic a srdce. Kolem generálovy smrti se vyrojila řada fám a konspiračních teorií. Skobelev zemřel v pokoji slečny Šarloty Altenrozové, osoby nejasné národnosti, která snad pocházela z Rakouska-Uherska, což podnítilo spekulace o německé stopě. O několik dní dříve prý také předal svému příteli básníkovi Aksakovovi několik dokumentů se slovy: Obávám se, že mi je ukradnou. Už nějakou dobu jsem podezíravý.